# Stiacciato

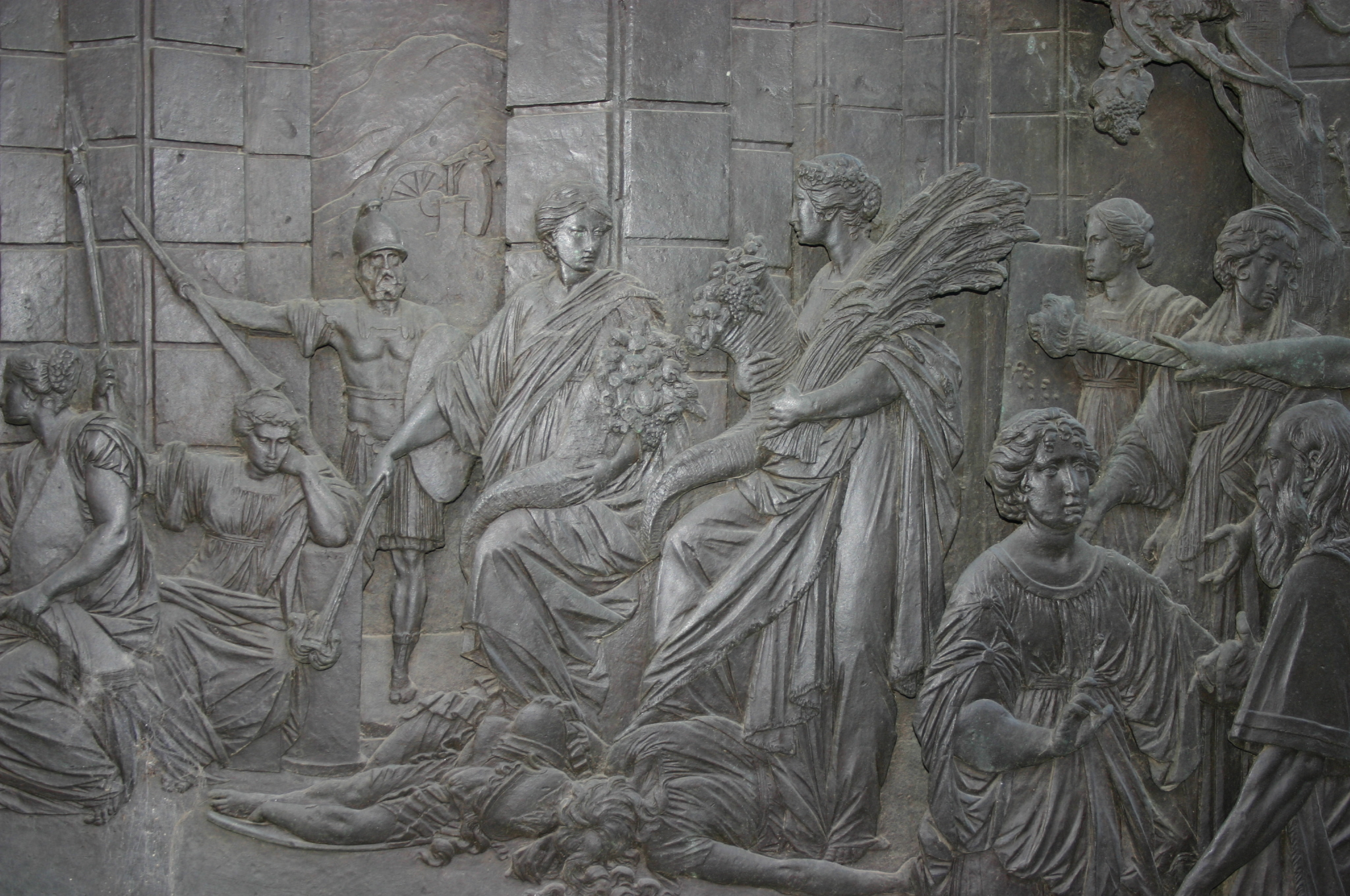
Stiacciato de Francesco Mochi à Piacenza (première moitié du XVIIe siècle).

Le relief aplati, relief écrasé ou stiacciato (de l'italien schiacciato, « écrasé »), est un terme qui désigne une technique sculpturale située entre le relief méplat et le bas-relief, permettant de réaliser sur une surface plane un relief de très faible épaisseur obéissant aux règles de la représentation en perspective.
L'impression de profondeur par effet d'optique (plusieurs plans perspectifs) est donnée par une façon de sculpter graduellement en « relief écrasé », quelquefois sur une épaisseur de seulement quelques millimètres, du premier plan jusqu'à un point de fuite souvent central.
Cette technique a été utilisée surtout aux XVe et XVIe siècles et Donatello en fut le principal initiateur. Vers 1460, Desiderio da Settignano crée Saint Jérôme dans le désert, une remarquable perspective atmosphérique en marbre.
Le plus ancien exemple connu de stiacciato est le San Giorgio libera la principessa (Saint Georges délivre la princesse) sculpté dans du marbre de Carrare par Donatello en 1416-1417 (bas-relief prenant place sous la sculpture en ronde-bosse du San Giorgio, musée national du Bargello, Florence). Plus tard, il réalise, entre autres, l’Assunzione della Vergine (l'Assomption de la Vierge) entre 1426 et 1428, conservée dans l'église Sant'Angelo a Nilo de Naples, la célèbre Madonna Pazzi vers 1430 et Le Festin d’Hérode vers 1435.

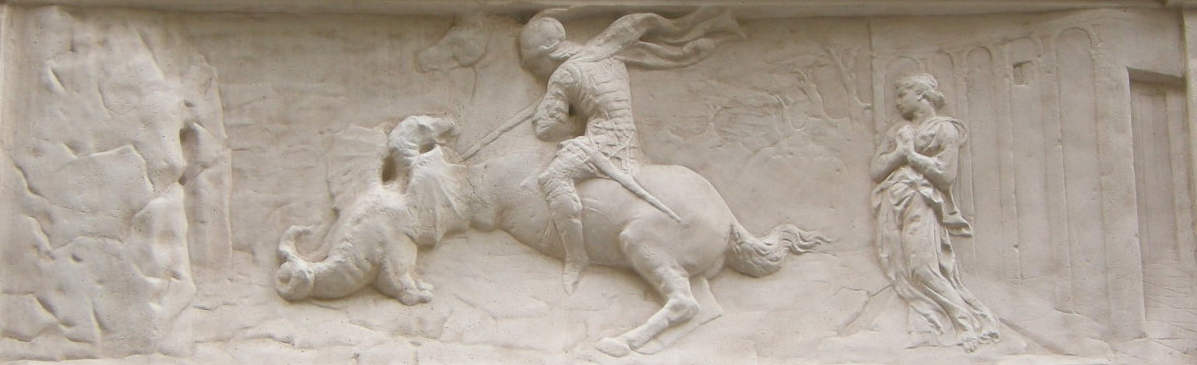
Saint Georges délivrant la princesse.